# Џејми Гилис
Џејмс Ира Гурман (енгл. James Ira Gurman; Њујорк, 20. април 1943 — Њујорк, 1. фебруар 2010) био је амерички порнографски глумац и режисер, познатији под именом Џејми Гилис (енгл. Jamie Gillis).
Најпознатији је по наступима у порно филмовима из тзв. Златног доба порнографског филма 1970-их. Гилис је наставио наступати сам касније, а као једна од најпрепознатљивијих личности америчке порно-индустрије се појавио и у неколико споредних улога у холивудским филмовима 1980-их."
Гилис је у приватном животу био бисексуалац, те је наступио и у неколико филмова геј порнографских филмова, иако никад у сценама секса. Био је дуго времена у љубавној вези са порно глумицом Амбер Лин.